# В самое пекло (фильм)
«В самое пекло» (англ. Into the Inferno) — документальный фильм режиссёра Вернера Херцога, вышедший на экраны в 2016 году. Лента вдохновлена книгой Клайва Оппенхаймера «Извержения, которые потрясли мир» (англ. Eruptions that Shook the World).
Картина номинировалась на новостную и документальную премию «Эмми» в категории «Лучший документальный фильм о науке и технологиях».

## Сюжет
Вернер Херцог в компании британского вулканолога Клайва Оппенхаймера, с которым он познакомился на съёмках фильма «Встречи на краю света», путешествует по миру, чтобы запечатлеть пугающую красоту вулканов и изучить, как они влияют на жизнь конкретных людей или даже целых обществ. На островах Амбрим и Танна, принадлежащих Вануату, они встречают людей, верящих в то, что живущие в здешних вулканах духи общаются с ними. В Индонезии они посещают вулкан Мерапи, где знакомятся с работой наблюдательной станции, и озеро Тоба — место колоссального извержения в доисторические времена. В Эфиопии съёмочная группа запечатлевает лавовое озеро вулкана Эртале и принимает участие в поисках останков древнего человека, которые проводит в этих местах команда известного палеоантрополога Тима Уайта. В Исландии Херцог и Оппенхаймер осматривают место извержения вулкана Лаки, охватившего в 1783 году огромную по размеру площадь. Наконец, в КНДР они исследуют роль вулкана Пэктусан в мифологии и пропаганде современного северокорейского государства.